# Rolf Stommelen
Rolf Johann Stommelen (ur. 11 lipca 1943 w Siegen, zm. 24 kwietnia 1983 w Riverside) – niemiecki kierowca wyścigowy, uczestnik 63 Grand Prix Formuły 1, w których zdobył 14 punktów.

## Kariera

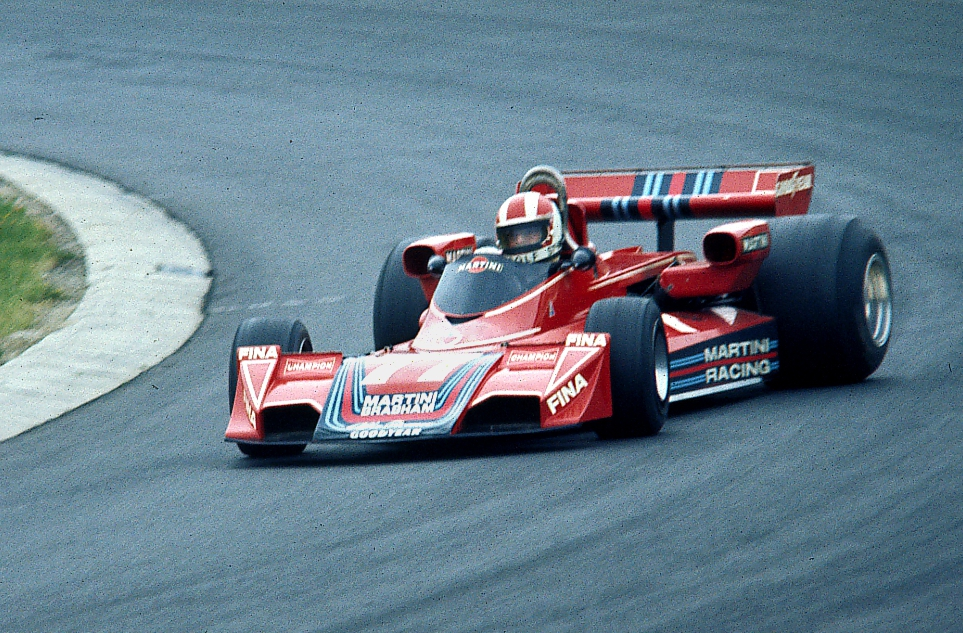
Stommelen jadący Brabhamem BT45 w Grand Prix Niemiec 1976

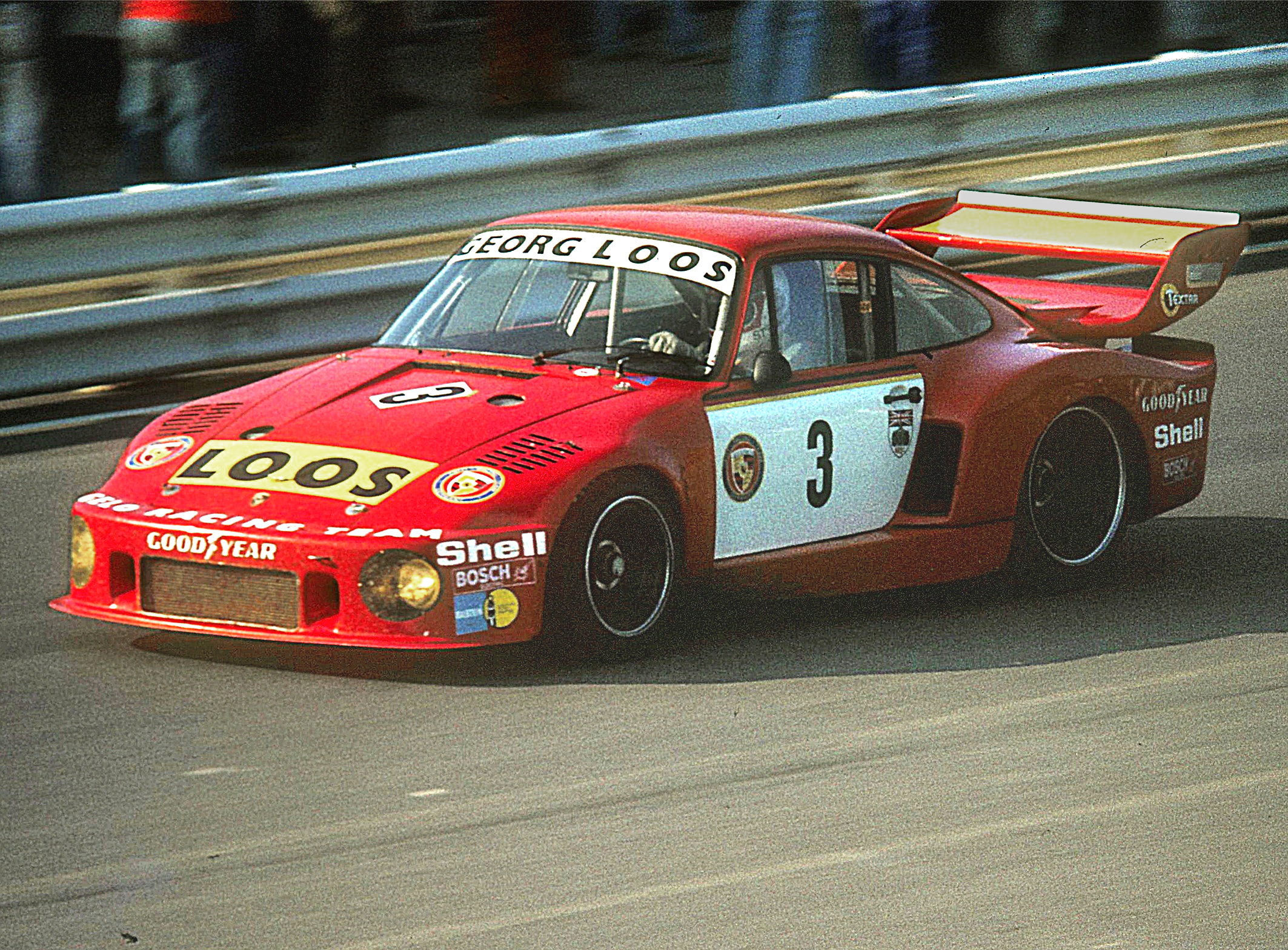
Stommelen w Porsche 935 w 1977 roku

W młodości Stommelen brał udział w wyścigach górskich oraz w Targa Florio. W latach 60. i 70. był jednym z najlepszych kierowców serii Sports Car Endurance. W latach 1968, 1978, 1980 i 1982 wygrał wyścig 24h Daytona. Zdobył Porsche 917 pole position do wyścigu 24h Le Mans w 1969 roku, a rok później, jadąc Porsche 908, ukończył ten wyścig na trzecim miejscu. Również w 1970 roku zadebiutował samochodem Formuły 1 w zespole Brabham, a jego sponsorem było niemieckie czasopismo Auto, Motor und Sport; wprawdzie już w 1969 Stommelen uczestniczył Lotusem w wyścigu Formuły 1, ale był to samochód Formuły 2.
W roku 1975 miał wypadek Hillem podczas Grand Prix Hiszpanii, w rezultacie którego zginęło 4 widzów.
Po powrocie do ścigania wygrał trzykrotnie wyścig 24h Daytona, a w 1979 był bliski zwycięstwa w 24h Le Mans.
Wziął udział również w eliminacji NASCAR Grand National na torze Talladega Superspeedway. W 1977 roku wygrał serię Deutsche Rennsport Meisterschaft.
Zginął 24 kwietnia 1983 roku na torze podczas zawodów IMSA GT Championship na torze Riverside, po tym, gdy uszkodzeniu uległ spojler w jego Porsche 935.

## Wyniki w Formule 1
| Legenda oznaczeń w tabelach wyników Wyświetl szablon na nowej stronie | Legenda oznaczeń w tabelach wyników Wyświetl szablon na nowej stronie                                                                     |
| Oznaczenie                                                            | Wyjaśnienie |
| --------------------------------------------------------------------- | --- |
| Złoty                                                                 | Zwycięzca lub mistrzostwo |
| Srebrny                                                               | 2. miejsce lub wicemistrzostwo |
| Brązowy                                                               | 3. miejsce lub II wicemistrzostwo |
| Zielony                                                               | Ukończył, punktował (w klasyfikacji generalnej, gdy zdobył co najmniej jeden punkt na przestrzeni sezonu, poza trzema powyższymi opcjami) |
| Niebieski                                                             | Ukończył, nie punktował (w klasyfikacji generalnej, gdy nie zdobył co najmniej jednego punktu na przestrzeni sezonu)                      |
| Czerwony                                                              | Nie zakwalifikował się (NZ) |
| Czerwony                                                              | Nie prekwalifikował się (NPK) |
| Różowy                                                                | Nie ukończył (NU) |
| Różowy                                                                | Niesklasyfikowany (NS) (w klasyfikacji generalnej, gdy nie został sklasyfikowany w żadnym wyścigu sezonu)                                 |
| Czarny                                                                | Zdyskwalifikowany (DK) |
| Czarny                                                                | Wykluczony (WYK/EX) |
| Biały                                                                 | Nie wystartował (NW) |
| Biały                                                                 | Kontuzjowany (K/INJ) |
| Biały                                                                 | Wyścig odwołany (OD/C) |
| Bez koloru                                                            | Został wycofany (WYC/WD) |
| Bez koloru                                                            | Nie przybył (NP/DNA) |
| Bez koloru                                                            | Nie brał udziału w treningach (NT/DNP) |
| Bez koloru                                                            | Nie został zgłoszony (–) |
| Pogrubienie                                                           | Start z pole position |
| Kursywa                                                               | Najszybsze okrążenie wyścigu |
| †                                                                     | Nie ukończył, ale jego rezultat został zaliczony ze względu na przejechanie więcej niż 90% dystansu wyścigu.                              |
| *                                                                     | Sezon w trakcie |
| 1/2/3                                                                 | Punktowana pozycja w sprincie kwalifikacyjnym                                                                                             |
| Lista systemów punktacji Formuły 1                                    | |

| Rok  | Zespół                                      | Samochód            | Silnik   | 1      | 2      | 3      | 4      | 5      | 6      | 7      | 8      | 9      | 10     | 11     | 12      | 13      | 14      | 15     | 16     | Msc. | Pkt. |
| ---- | ------------------------------------------- | ------------------- | -------- | ------ | ------ | ------ | ------ | ------ | ------ | ------ | ------ | ------ | ------ | ------ | ------- | ------- | ------- | ------ | ------ | ---- | ---- |
| 1969 | Roy Winkelmann Racing                       | Lotus 59B           | Ford R4  | ZAF    | ESP    | MCO    | NLD    | FRA    | GBR    | DEU 8  | ITA    | CND    | USA    | MEX    |         |         |         |        |        | –    | 0    |
| 1970 | Auto Motor Und Sport                        | Brabham BT33        | Ford V8  | ZAF NU | ESP NU | MCO NZ | BEL 5  | NLD NZ | FRA 7  | GBR NW | DEU 5  | AUT 3  | ITA 5  | CND NU | USA 12  | MEX NU  |         |        |        | 11   | 10   |
| 1971 | Auto Motor Und Sport-Eifelland Team Surtees | Surtees TS7         | Ford V8  | ZAF 12 |        |        |        |        |        |        |        |        |        |        |         |         |         |        |        | 20   | 3    |
| 1971 | Auto Motor Und Sport-Eifelland Team Surtees | Surtees TS9         | Ford V8  |        | ESP NU | MCO 6  | NLD DK | FRA 11 | GBR 5  | DEU 10 | AUT 7  | ITA NW | CND NU | USA    |         |         |         |        |        | 20   | 3    |
| 1972 | Team Eifelland Caravans                     | Eifelland March E21 | Ford V8  | ARG    | ZAF 13 | ESP NU | MCO 10 | BEL 11 | FRA 16 | GBR 10 | DEU NU | AUT 15 | ITA    | CND    | USA     |         |         |        |        | –    | 0    |
| 1973 | Ceramica Pagnossin Team MRD                 | Brabham BT42        | Ford V8  | ARG    | BRA    | ZAF    | ESP    | BEL    | MCO    | SWE    | FRA    | GBR    | NLD    | DEU 11 | AUT NU  | ITA 12  | CND 12  | USA    |        | –    | 0    |
| 1974 | Embassy Racing                              | Lola T370           | Ford V8  | ARG    | BRA    | ZAF    | ESP    | BEL    | MCO    | SWE    | NLD    | FRA    | GBR    | DEU    | AUT NU  | ITA NU  | CND 11  | USA 12 |        | –    | 0    |
| 1975 | Embassy Racing                              | Lola T370           | Ford V8  | ARG 13 | BRA 14 |        |        |        |        |        |        |        |        |        |         |         |         |        |        | –    | 0    |
| 1975 | Embassy Racing                              | Lola T371           | Ford V8  |        |        | ZAF 7  |        |        |        |        |        |        |        |        |         |         |         |        |        | –    | 0    |
| 1975 | Embassy Racing                              | Hill GH1            | Ford V8  |        |        |        | ESP NU | MCO    | BEL    | SWE    | NLD    | FRA    | GBR    | DEU    | AUT 16  | ITA NU  | USA     |        |        | –    | 0    |
| 1976 | Martini Racing                              | Brabham BT45        | Alfa B12 | BRA    | ZAF    | USW    | ESP    | BEL    | MCO    | SWE    | FRA    | GBR    | DEU 6  | AUT    |         | ITA NU  | CND     | USA    | JPN    | 20   | 1    |
| 1976 | Hesketh Racing                              | Hesketh 308D        | Ford V8  |        |        |        |        |        |        |        |        |        |        |        | NLD 12  |         |         |        |        | 20   | 1    |
| 1978 | Arrows Racing Team                          | Arrows FA1          | Ford V8  | ARG    | BRA    | ZAF 9  | USW 9  | MCO NU | BEL NU | ESP 14 | SWE 14 | FRA 15 | GBR NZ | DEU DK |         |         |         |        |        | –    | 0    |
| 1978 | Arrows Racing Team                          | Arrows A1           | Ford V8  |        |        |        |        |        |        |        |        |        |        |        | AUT NPK | NLD NPK | ITA NPK | USA 16 | CND NZ | –    | 0    |